# Philhygra elongatula
Philhygra elongatula är en skalbaggsart som först beskrevs av Johann Ludwig Christian Gravenhorst 1802.  Philhygra elongatula ingår i släktet Philhygra, och familjen kortvingar. Arten är reproducerande i Sverige.